# Carry On (canción de Fun)
«Carry On» es una canción de la banda estadounidense de indie Fun. Fue lanzado el 23 de octubre de 2012 como el tercer sencillo de su segundo álbum, Some Nights. La canción fue escrito por los miembros de la banda, Nate Ruess, Andrew Dost, Jack Antonoff, junto con el productor del álbum, Jeff Bhasker.

## Video musical
Un video musical de la canción fue lanzada el 24 de octubre de 2012 con los miembros del grupo participan en diferentes actividades nocturnas en la ciudad de Nueva York. Andrew Dost creado una banda sonora original para el comienzo del video musical. Dirigido por Anthony Mandler, el video muestra a los miembros de la banda en varios lugares de la ciudad de Nueva York.

## Posicionamiento en listas
| Listas (2012–13)                                  | Mejor posición |
| ------------------------------------------------- | -------------- |
| Australia (ARIA)                                  | 44             |
| Bélgica (Flandes) (Ultratip Bubbling Under)       | 26             |
| Canadá (Canadian Hot 100)                         | 18             |
| Canada: Alternative Rock (America's Music Charts) | 21             |
| Irlanda (IRMA)                                    | 46             |
| Israel (Media Forest)                             | 7              |
| Italy (FIMI)                                      | 26             |
| Japón (Japan Hot 100)                             | 93             |
| México Ingles Airplay (Billboard)                 | 1              |
| Nueva Zelanda (Recorded Music NZ)                 | 28             |
| Estados Unidos (Billboard Hot 100)                | 20             |
| Estados Unidos (Mainstream Top 40)                | 17             |
| Estados Unidos (Adult Top 40)                     | 4              |
| Estados Unidos (Adult Contemporary)               | 16             |
| Estados Unidos (Alternative Airplay)              | 7              |
| US Rock Songs (Billboard)                         | 2              |